# Ídol japonès
Un ídol (アイドル, aidoru) és un tipus d'animador comercialitzat per imatge, atractiu i personalitat a la cultura pop japonesa. Els ídols són principalment cantants amb formació en interpretació, dansa i modelatge. Els ídols es comercialitzen a través de mercaderies i avals d'agències de talent, alhora que mantenen una relació parasocial amb una base de fans de consumidors financerament lleial.
La indústria dels ídols del Japó va sorgir per primera vegada a la dècada de 1960 i es va fer destacada als anys setanta i vuitanta a causa de la televisió. Durant la dècada de 1980, considerada com l'"Edat d'Or dels ídols", els ídols van atraure l'interès comercial i van començar a aparèixer en anuncis i drames de televisió. A mesura que van començar a aparèixer més nínxols de mercat a finals de la dècada de 2000 i principis de la dècada de 2010, va provocar un creixement important de la indústria coneguda com el "Període de guerra dels ídols". Avui, més de 10.000 adolescents al Japó són ídols, amb més de 3.000 grups actius. La indústria d'ídols del Japó s'ha utilitzat com a model per a altres indústries d'ídols pop, com ara el K-pop.
Les subcategories d'ídols inclouen ídols de gravat, ídols juvenils, ídols de xarxa, actors de veu ídols, ídols virtuals, ídols AV, ídols alternatius, ídols subterranis, ídols Akiba-kei, ídols locals, bàndols i ídols japonesos-coreans.

## Definició

### Rols i formació
Un ídol és un tipus d'animador la imatge del qual es fabrica per conrear un seguit de fans dedicats al consumidor. Les agències de talent comercialitzen ídols reclutant preadolescents i adolescents amb poca o cap experiència en la indústria de l'entreteniment i els comercialitzen com a estrelles aspirants. Els ídols es comercialitzen per la seva imatge, atractiu i personalitat.:6–7L'objectiu principal d'un ídol és "vendre somnis", oferint als fans una forma d'escapament dels problemes de la vida quotidiana. Els ídols són predominantment cantants, però també sovint s'entrenen en interpretació, dansa i modelatge. Aquest estil de reclutament i formació va ser pioner per Johnny Kitagawa, el fundador de Johnny & Associates, i des d'aleshores s'ha utilitzat en altres indústries d'ídols pop com els ídols coreans al K-pop.
Els ídols sovint passen temps aïllats de la família i els amics mentre suporten els horaris de treball ocupats, amb algunes agències que retenen les tasques de treball dels seus talents i els avisen de la feina amb poca antelació per evitar que es prenguin temps lliures. Algunes agències de talent no entrenen amb rigor els seus ídols i els comercialitzen com a aficionats que guanyaran experiència al llarg de la seva carrera i amb el suport dels seus fans. Tot i haver estat formats en múltiples funcions en l'entreteniment, no s'espera que els ídols del Japó compleixin els alts estàndards d'actuació que fan els professionals del seu camp. A causa de la seva imatge fabricada, els ídols generalment no es consideren artistes autèntics. De la mateixa manera, molts artistes joves japonesos que segueixen carreres d'actuació o música rebutgen el segell d'ídols en la seva aposta per ser vists com a professionals.
La música dels cantants idols es classifica generalment com J-pop, encara que les agències de talent els poden etiquetar sota el subgènere "idol pop" per a més distinció. Molts cantants d'ídols troben l'èxit com a grup més que individualment. Dins de cada grup d'ídols, de vegades els membres reben rols diferents. Un exemple de paper és el centre, que ocupa la posició central de la coreografia del grup i, per tant, rep el focus més gran. Un altre exemple és el líder, generalment relegat al membre de més edat o més experiència del grup, que actua com a intermediari entre els membres i el personal.

### Imatge pública
Els ídols es veuen com a models per al públic, i les seves vides personals i la seva imatge de vegades poden estar estretament controlades per les seves agències de talent. Les restriccions habituals inclouen no poder fumar o beure en públic, o mantenir relacions romàntiques.

### Vestuari

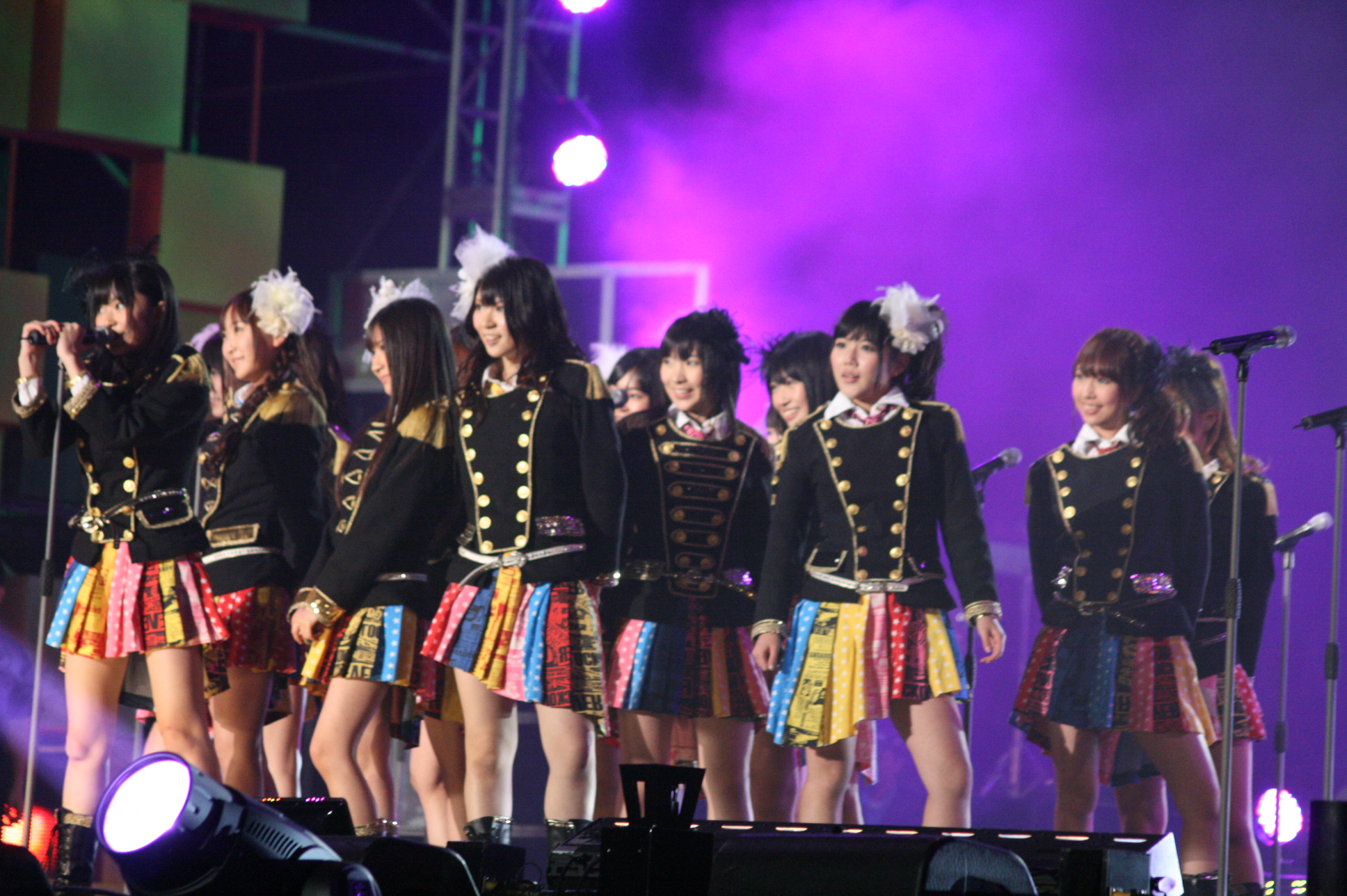
AKB48 (a la foto del 2010) va popularitzar els uniformes escolars estilitzats com a vestuari.

Els ídols solen actuar amb vestits elaborats per a actuacions específiques. Es creen disfresses per a cada cançó del seu cicle de promoció, així com els actes de graduació, i alguns grups tenen el seu propi dissenyador de vestuari. AKB48, en particular, ha tingut més de 1.102 vestits creats per al grup des del 2017.
Entre molts grups d'ídols, els uniformes escolars s'han utilitzat com a vestit estàndard. La integració dels uniformes escolars a la indústria dels ídols es va originar en Onyanko Club, que va debutar el 1985 amb un concepte basat en l'escola. Després de la seva dissolució el 1987, altres grups van començar a adoptar uniformes escolars com a vestits, com CoCo i Ribbon, dos grups creats pels programes d'audició de Fuji TV, seguits de Seifuku Kōjō Iinkai el 1992 i Morning Musume a principis dels anys 2000. Quan AKB48 va debutar el 2006, el grup va utilitzar un concepte d'escola i els membres han actuat amb diversos uniformes escolars estilitzats. Des de llavors, altres grups han utilitzat uniformes escolars estilitzats com a vestits, com els grups de germans d'AKB48, Sakura Gakuin i Sakurazaka46, amb algunes modificacions per adaptar-se a la imatge i coreografia dels grups.
El 2017, Nihon Tarento Meikan va assenyalar que els uniformes escolars estilitzats que s'utilitzaven com a vestits van guanyar popularitat a través d'AKB48 a causa dels seus dissenys únics, les faldilles curtes i la pulcritud de l'uniforme. Els uniformes van tenir popularitat entre els homes, ja que representen el seu "anhel etern" i la nostàlgia de l'escola secundària, mentre que només van obtenir popularitat entre les dones als anys 2010 a través de l'anime.

### Jubilació
Normalment s'espera que els ídols canviïn de carrera després d'envellir fora de la indústria, amb ídols femenins que solen canviar de carrera als 25 anys i els ídols masculins als 30-45. Els ídols que deixen un grup sovint reben un concert de comiat conegut com a "graduacions" (卒業式, sotsugyō-shiki). El terme es va originar en el grup d'ídols Onyanko Club, ja que el concepte juvenil del grup es va semblar a un club extraescolar, i el fet que l'últim senzill de Miharu Nakajima abans de la jubilació es va publicar al voltant de la temporada de graduació al Japó. Abans de la dècada de 1980, s'utilitzaven els termes "jubilació" i "dissolució". "Graduació" es va tornar a utilitzar durant la dècada de 1990 durant el renaixement dels grups d'ídols quan Tsunku, que va produir el grup Morning Musume, va utilitzar el terme com a eufemisme pel que fa un dels membres que deixava el grup. Un ídol que té una cerimònia de "graduació" es veu més favorable que rescindir un contracte o retirar-se voluntàriament, ja que els dos últims termes tenen una connotació negativa amb escàndols.

## Mercats de subcategoria
La diversitat de la indústria dels ídols del Japó ha creat diversos mercats de subcategories, cadascun amb un concepte específic que atreu a determinats públics.

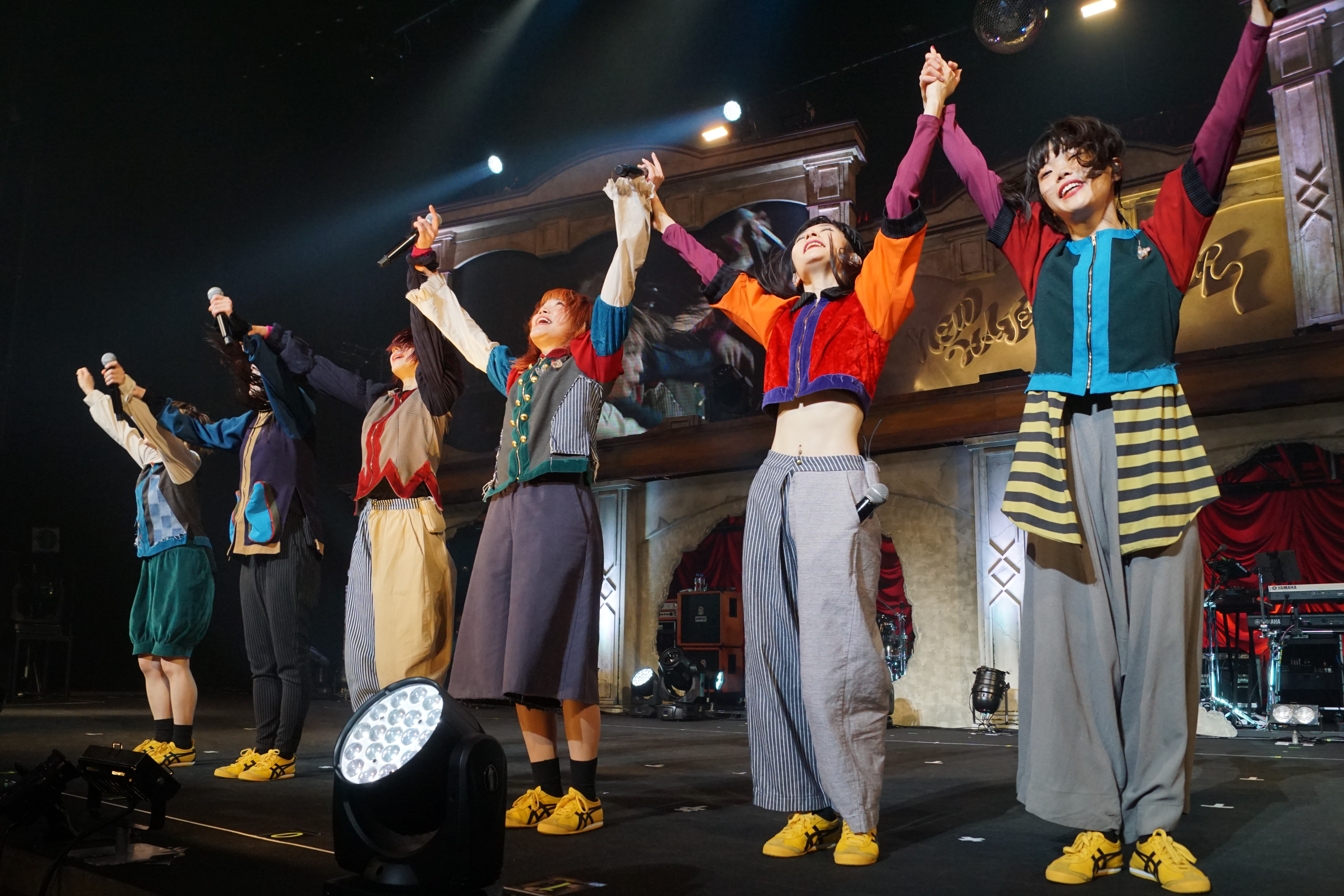
Bish (a la foto del 2019) és el grup d'ídols alternatius amb més èxit.

- Idols alternatius: els ídols alternatius, també coneguts com a alt-ídols o anti-ídols, solen barrejar música pop idol amb rock alternatiu. L'escena d'ídols alternatius va ser prioritzada per Bis i Seiko Oomori i popularitzada pel successor de Bis, Bish.[33]

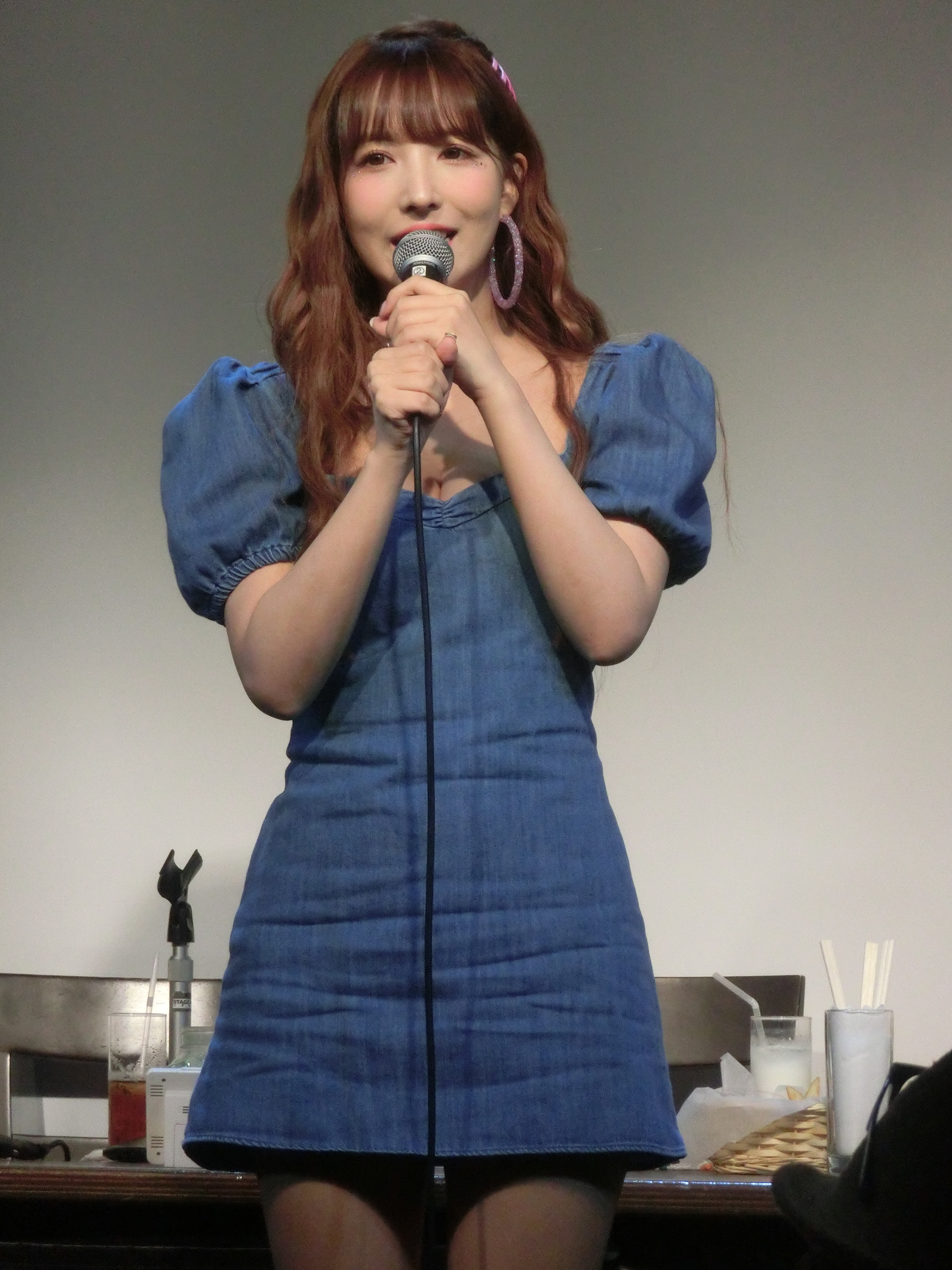
Yua Mikami (a la foto del 2019), un ídol AV, apareix en vídeos per a adults i actua com a ídol.

- AV ídols (AV アイドル, AV aidoru): AV (adult video) ídols generalment es refereixen a actrius i models pornogràfics, i la indústria va sorgir per primera vegada a la dècada de 1980.[34]
- Bàndols (バンドル, Bandoru): Bandols són grups d'idols que toquen instruments i actuen com a bandes. El terme va aparèixer a la dècada dels 2000 com a escurçament de la frase, "un nou gènere de ni bandes ni ídols" (バンドでもないアイドルでもない新ジャンル, Bando demo nai aidoru demo nai arata janru), que es va utilitzar per a descriure el concepte de marketing de la banda Zone.[35][36][37]
- Ídols de gravats (グラビアアイドル, gurabia aidoru): els ídols de gravats són models que posen amb un vestit de bany provocador i fotografies de roba interior a revistes i llibres de fotos comercialitzats per a homes, de manera similar a les noies de calendaris.[38] A la dècada de 1970, Agnes Lum, la qual va assolir la fama al Japó, es considera el primer ídol del gravat malgrat que el terme no existia en aquell moment.[39] Altres models destacades de banyadors van ser Shinobu Horie, Reiko Katō, i Fumie Hosokawa.[39] Després que Akiko Hinagata es convertís en una estrella en ascens l'any 1995, es va encunyar el terme "ídol de gravat" per descriure-la.[39] A la dècada de 2000, hi va haver un creixement significatiu de la indústria dels ídols de gravat,[40][41] amb moltes dones de diferents tipus de cos modelant.[39] Això va donar lloc a mercats de subcategories al indústria d'ídols del gravat per descriure la seva estètica i els seus tipus de cos.[39] La indústria dels ídols del gravat es va enfrontar a un declivi el 2010 a causa de la popularitat de AKB48, ja que alguns dels seus membres també van fer modelatge de gravats; com a resultat, la demanda de nous talents es va reduir.[39]

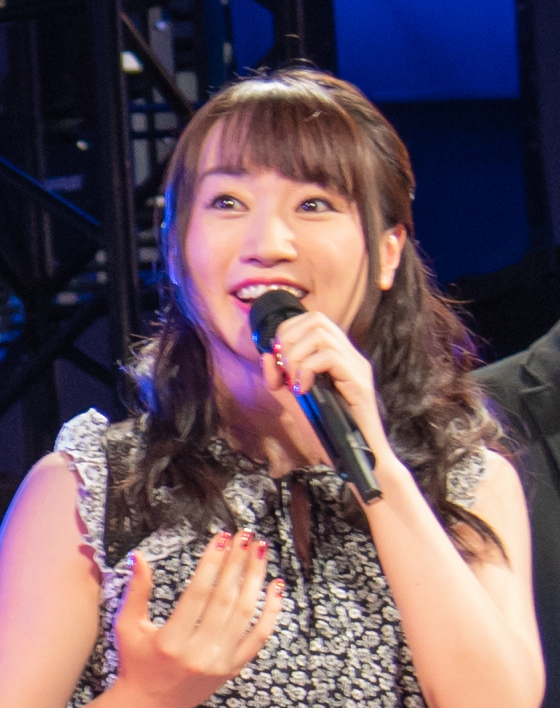
Nana Mizuki (a la foto del 2018) va ser un dels primers actors de veu comercialitzats com a ídol.

- Actors de veu ídols (アイドル声優, Aidoru seiyū): Des de la dècada de 1970, diversos actors de veu d'anime i videojocs també van tenir carreres de cantant exitoses a més de fer d'actors de veu.[42][43] Els primers exemples d'actors de veu que tenien una presència semblant a un ídol van ser els actors de veu de Mobile Suit Gundam Toshio Furukawa i Tōru Furuya als anys 70, que van tenir un gran nombre de seguidores femenines després de formar la seva banda, Slapstick.[42] A la dècada de 1980, la cantant ídol Noriko Hidaka finalment es va convertir en actriu de veu després d'obtenir el reconeixement per interpretar com a protagonista a Touch.[42] A partir de la dècada de 1990, diversos actors de veu van tenir exitoses carreres de cantant simultàniament al costat de la interpretació de veu, com Hekiru Shiina, Mariko Kouda i Megumi Hayashibara.[42] A mesura que la indústria de l'anime va començar a produir més tard sèries nocturnes als anys 2000, el terme "actor de veu ídol" es va popularitzar quan més actors de veu amb un seguit de fans cultivats van començar a aparèixer a la televisió.[42] Mentre que anteriors exemples d'actors de veu van atraure fans a través de les seves carreres de cantant o antics cantants ídols es van dedicar a la interpretació de veu, Yui Horie, Yukari Tamura i Nana Mizuki van ser produïdes i comercialitzades intencionadament com a actrius de veu ídols pels seus segells discogràfics.[42][43] A mitjans i finals de la dècada del 2000, hi va haver un auge important en els actors de veu ídols que actuaven a l'anime, amb Oricon anomenant Aya Hirano i Koharu Kusumi com a exemples, ja que les dues eren actrius i cantants consolidades en l'entreteniment japonès principal abans d'entrar a la interpretació de veu.[43] Hirano, en particular, es va comercialitzar fortament com ídol a l'altura de la seva carrera en interpretació de veu, des de finals dels anys 2000 fins a principis dels 2010.[44] Tot i que les cançons de personatges de productes derivats ja eren habituals a la indústria cinematogràfica aleshores, alguns actors de veu també van començar a fer aparicions transversals a la televisió, l'escenari i els concerts com a personatges que estiguin estretament associats entre ells.[45]
- Ídols japanès-coreans (日韓アイドル, Nikkan aidoru): Si bé les agències del Japó i Corea del Sud han creat grups d'ídols col·laboratius en el passat, amb Route 0 el 2002,[46] durant la tercera onada coreana a mitjans i finals de la dècada de 2010, el terme es va tornar a utilitzar per referir-se a grups d'ídols col·laboratius que promocionaven principalment al Japó, però amb música, estilisme, màrqueting i presentació produïts a la indústria del K-pop.[47][48] El primer exemple és Iz*One el 2018, seguit de JO1 el 2019 i NiziU el 2020.[49]

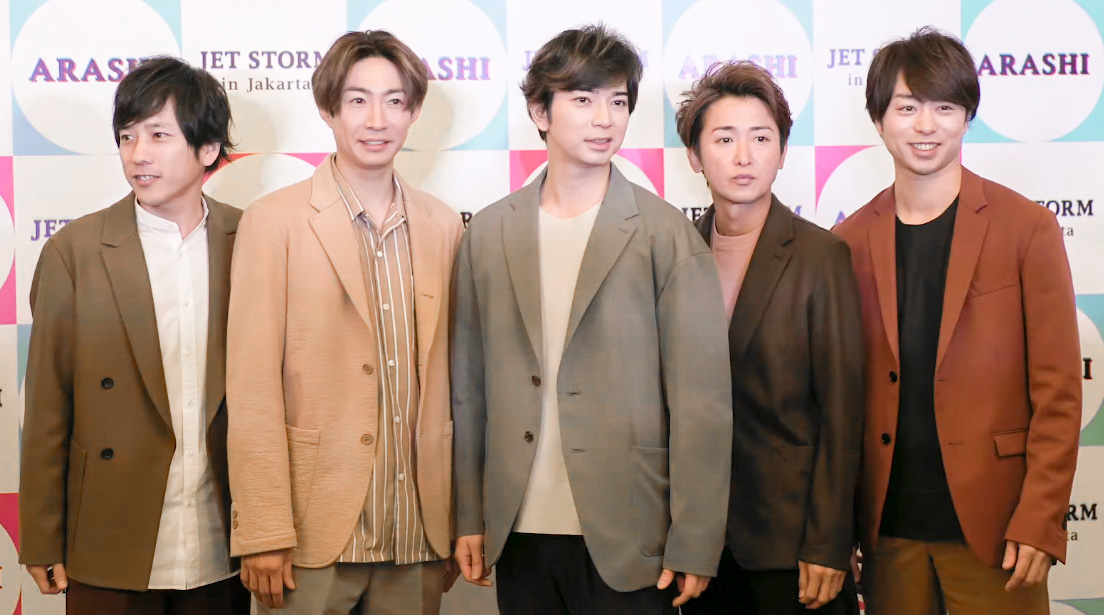
Arashi (a la foto del 2019) és un grup d'ídols masculins més venut de Johnny & Associates.

- Johnny's (ジャニーズ, Janīzu): Els ídols masculins contractats amb Johnny & Associates són sobrenomenats "els ídols de Johnny" pels mitjans de comunicació i inclouen grups com SMAP i Arashi, que han portat una carrera sòlida tant individualment com en grup.[50] Des que l'empresa va ser fundada l'any 1962 per Johnny Kitagawa, a qui se li atribueix ser pioner en el sistema de formació d'ídols i popularitzar l'aspecte de rendiment dels ídols moderns, la companyia ha tingut el monopoli de la indústria dels ídols masculins al Japó, amb Kitagawa pressionant els mitjans de comunicació per reduir la cobertura dels ídols masculins d'altres empreses fins a la seva mort el 2019.[13][51] Els ídols de Johnny també rarament reben premsa negativa com ara escàndols a causa de la influència de Kitagawa als mitjans.[52]
- Junior ídols (ジュニアアイドル, junia aidoru): Junior idols són cantants i models de gravat que generalment tenen 15 anys o menys. Durant la dècada de 1990, diverses noies van ser reclutades per convertir-se en ídols, el que va donar lloc al que els mitjans van anomenar "Chidol Boom" (チャイドルブーム), amb el terme "chidol" (una combinació de les paraules "nen" i "ídol") encunyat pel periodista Akio Nakamori a la revista Weekly Spa![53] A la dècada de 2000, "chidol" va utilitzar-se menys, i finalment es va substituir pel terme "Junior ídol" per legitimar-los com a part de la indústria dels ídols, així com per eliminar l'atenció a la seva edat.[54] Tot i que la indústria encara es considera legal al Japó,[55] ha estat criticada per explotació sexual de menors.[56][57] Molts distribuïdors d'ídols júniors van tancar després que la possessió de pornografia infantil fos il·legalitzada al Japó el 2014.[58]

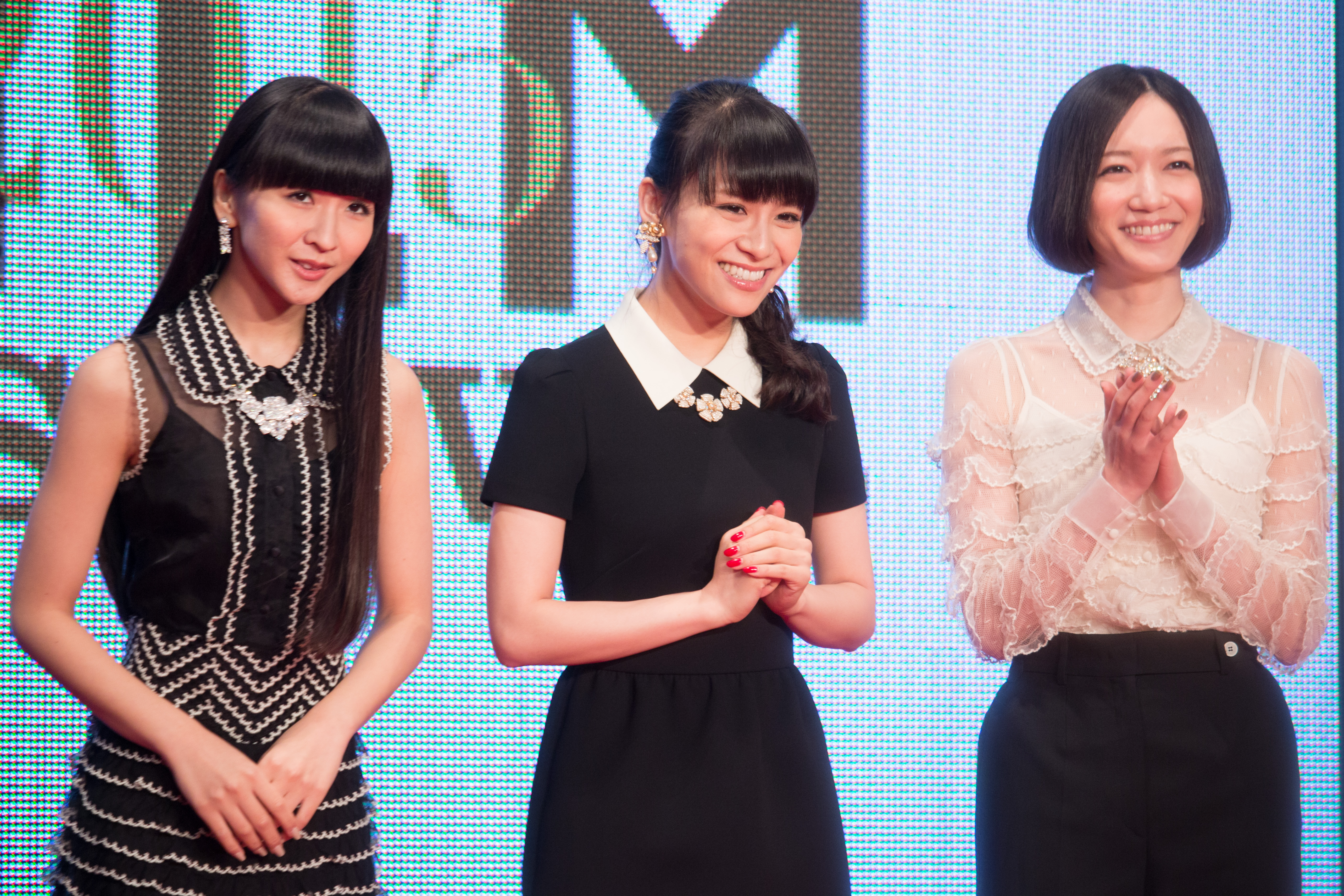
Perfume (a la foto del 2015) va començar com un grup d'ídols local que actuava a Hiroshima.

- Ídols locals (ローカルアイドル, Rōkaru aidoru): també escrit com gotōji aidoru (ご当地アイドル) i chihō aidoru (地方アイドル) o escurçat com "locodol" (ロコドル, rokodoru), ídols locals es promouen principalment a les zones rurals de les seves comunitats específiques, on l'accessibilitat a les celebritats és limitada.[59] L'aparició dels ídols locals es remunta a principis dels anys 2000 amb Perfume i Negicco.[59] El "Període de guerra dels ídols" dels anys 2010 va provocar un augment del nombre d'ídols locals, amb el drama televisiu de 2013 Amachan inspirant un creixement accelerat.[59] El periodista Mamoru Onoda calcula que hi ha aproximadament 2.000 ídols locals actius a partir del 2021.[59] Diversos grups d'ídols locals que han passat als mitjans de comunicació principals durant la dècada de 2010 són Rev. from DVL i Dorothy Little Happy, la primera després que una foto de l'aleshores membre Kanna Hashimoto es fes viral a Internet.[60]
- Ídols de xarxa (ネットアイドル, Netto aidoru): són celebritats d'internet que van sorgir amb l'accessibilitat d'Internet als anys noranta, utilitzant llocs web i blocs fets per ells mateixos per parlar de la seva vida quotidiana.[61] Els ídols de la xarxa actualment realitzen la majoria de les seves activitats a través de llocs web de transmissió de vídeo i xarxes socials a partir dels anys 2000.
- Ídols virtuals (バーチャルアイドル, Bāchuaru aidoru): són avatars digitals que representen un personatge o una persona de ficció. El primer ídol de ficció que va obtenir popularitat a partir del crossover principal Lynn Minmay de Macross als anys 80.[62] El 1997, Kyoko Date va ser creat com el primer ídol virtual.[63][64] El 2007, Crypton Future Media va publicar Hatsune Miku com la seva última incorporació al programari Vocaloid,[65] que posteriorment va veure una acollida positiva per part dels compositors aficionats, amb el seu caràcter i la seva música basada en contingut generat pels usuaris.[66] El streamer Kizuna AI, que va aparèixer per primera vegada l'any 2016, va provocar un auge de Youtubers virtuals que realitzen les seves activitats de manera similar a través d'un avatar digital a YouTube i altres llocs web.[67]

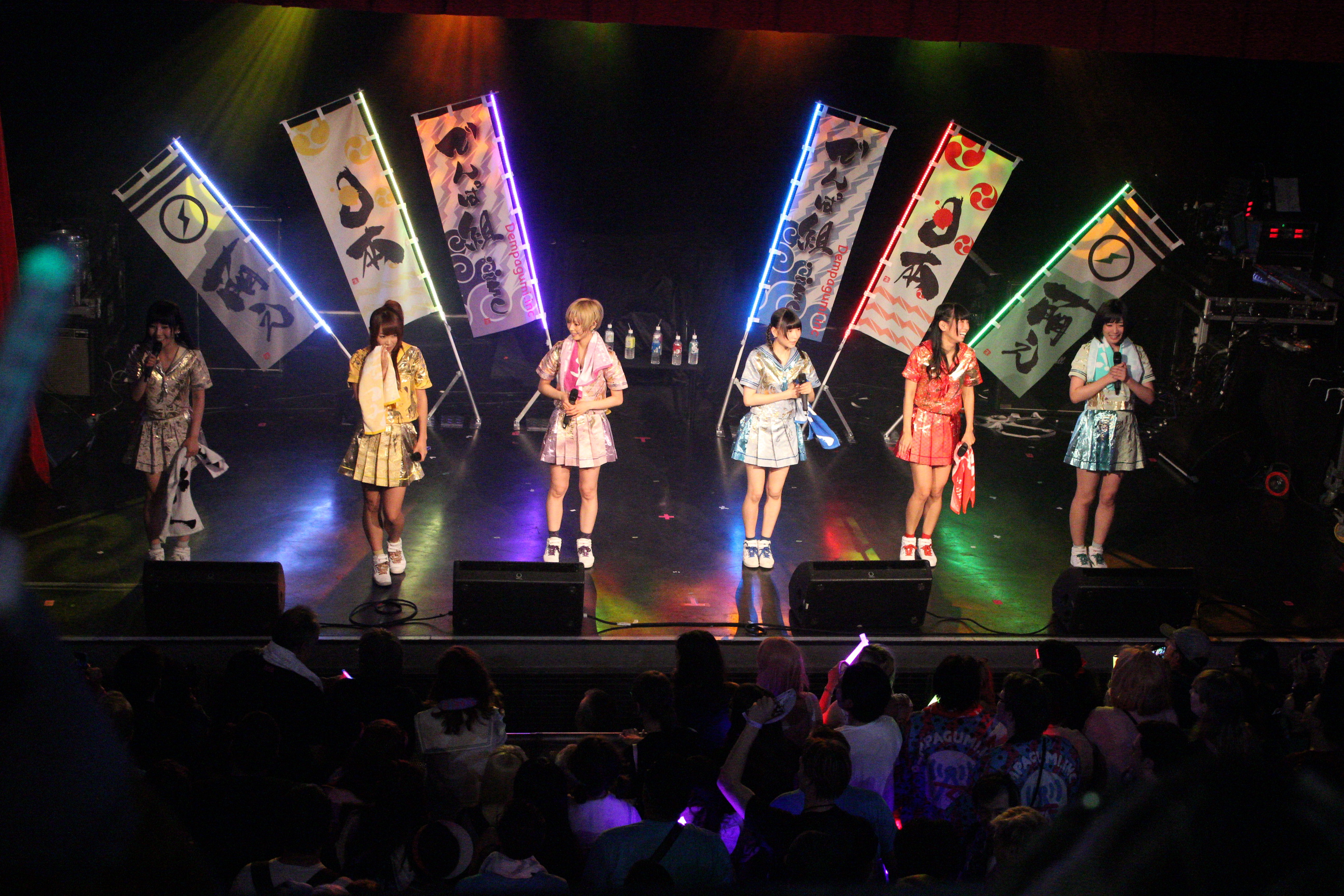
Dempagumi.inc (a la foto del 2015) és un grup d'ídols Akiba-kei, amb música i actuacions influenciades per la cultura otaku a Akihabara.

- Ídols Underground (地下アイドル, Chika aidoru): els ídols underground són ídols gestionats de manera independent que actuen en locals petits.[69] Tama Himeno i Tomoka Igari, membre de Kamen Joshi, tots dos ídols underground, els descriuen com a diferents dels ídols principals ja que els ídols underground estan actius a través d'actuacions en directe en lloc de l'exposició dels mitjans de comunicació de masses o llançaments de CD a través de les principals discogràfiques, fent-los més accessibles per als fans en comparació amb els ídols convencionals.[70][71] Un exemple que va fer servir Igari per descriure les relacions properes que els ídols underground tenen amb els seus fans és que els ídols underground celebraven esdeveniments d'encaixada de mans i prenien fotos a la càmera instantània (conegudes com a "cheki" (チェキ)) amb els fans després cada actuació en directe.[71]
  - Ídols Akiba-kei (アキバ系アイドル, Akiba-kei aidoru, lit. "Ídols estil Akihabara"): són un tipus d'ídol underground amb seu al districte d'Akihabara de Tòquio, que treuen influències de la seva cultura otaku.[68] La música dels ídols Akiba-kei es ven generalment com a CD autoeditats a Comiket o es promociona a través de Niconico.[68] Mentre que els ídols Akiba-kei són nínxols, Haruko Momoi i Dempagumi.inc es citen com a exemples d'ídols Akiba-kei que s'han passat als mitjans de comunicació convencionals.[68][72]

## Impacte

### Econòmic
Els ídols solen aparèixer a la publicitat, amb un 50-70% dels anuncis al Japó amb un ídol. El model de negoci "CM idol", conceptualitzat per l'agència de publicitat Dentsu a la dècada de 1980, utilitza la imatge pública dels ídols com a actiu de màrqueting. Com que la carrera dels ídols depèn de la seva imatge, les oficines de contractació creen la seva imatge a partir de les tendències del mercat i amb la intenció de generar el màxim d'ingressos possible. Juntament amb la promoció de productes, els anuncis també són una plataforma multiplataforma per promocionar els ídols al mateix temps, mantenint tant la marca com el producte ídol al capdavant de la ment dels consumidors. Les presentacions per a anuncis es fan sovint tenint en compte un ídol específic que coincideixi amb la imatge de l'empresa. S'espera que els ídols contractats a marques concretes mantinguin la imatge de la marca i és possible que no funcionin per a marques o xarxes competidores; l'acord s'estén als anuncis de revistes, vídeos en línia i aparicions en drames. Els ídols també poden proporcionar la música o el jingle dels anuncis.:5 La indústria dels ídols genera aproximadament 1.000 milions de dòlars l'any.

### Mitjans de comunicació
A partir de la dècada de 1980, les empreses competien per aconseguir contractes d'ídols en drames, cosa que va donar lloc a l'actual tribunal de televisió de quatre temporades al Japó. Els espectacles de varietats, xerrades i música també es van fer populars, en part per presentar ídols com a convidats o les estrelles de l'espectacle.:5

### Crítica

#### Les condicions de treball
El sistema d'ídols ha estat criticat per les seves regles estrictes, els seus horaris de treball intensos i per oferir als ídols poc control sobre les seves vides personals. El sistema s'ha comparat amb els assalariats del Japó que no poden desobeir els seus empresaris. L'activista pels drets laborals Shohei Sakagura va afirmar que els ídols obtenen molt pocs ingressos i estan mal preparats per a la força de treball després de deixar els seus grups, ja que molts d'ells passen els seus anys acadèmics aprenent habilitats laborals pobres. A més d'això, Rob Schwartz de Billboard va dir que els principals mitjans de comunicació japonesos poques vegades criden l'atenció a les controvèrsies i les denúncies d'assetjament de poder a causa de l'autocensura del que se'ls permet escriure. Sasetsu Takeda de GQ Japan va escriure que les agències de talent acomiaden els ídols independentment de la seva popularitat, de vegades bloquejant intencionadament les ofertes de feina per pressionar-los perquè marxin, tot declarant que estan "descansant de la malaltia" al públic. Els grups d'ídols gestionats de manera independent ofereixen encara menys protecció, amb contractes ambigüament redactats als ídols que els mantenen a les seves empreses durant anys, mentre que gairebé no ofereixen cap pagament ni compensació per les despeses de transport i disfresses. L'advocat Kunitaka Kasai va dir que la gestió pot ser deficient, especialment entre els grups d'ídols independents, perquè van ser establerts per persones amb manca d'experiència per cobrir una demanda d'ídols pel creixement de la indústria.
Els horaris de treball dels ídols han estat criticats per ser excessius, ja que s'espera que els ídols treballin fins i tot quan estan malalts. Miki Gonobe de Nikkan Sports va assenyalar que els ídols generalment no tenen un sindicat i les agències no veuen necessitat d'un, ja que consideren les activitats d'ídols semblants a les activitats extraescolars a l'escola. Va expressar la seva preocupació perquè les noies joves es convertís en ídols a una edat primerenca, especialment els estudiants de primària. A més, Sasetsu Takeda de GQ Japan va criticar algunes gestions d'ídols per evitar intencionadament que els seus talents es prenguessin temps lliures, esmentant que és "estrany" que als ídols només se'ls notifiquin les seves tasques la nit anterior. També va condemnar la indústria dels ídols per no oferir als talents l'accés a millors recursos de salut mental, ja que sovint els ídols són suspesos o acomiadats per mostrar públicament que estan estressats per preocupar-se, el que pot provocar que els fans se sentin preocupats o molestos.
El març de 2018, Honoka Omoto, membre d'Ehime Girls, es va suïcidar i la seva família va iniciar una demanda contra la seva agència de talent l'octubre de 2018. Suposadament, Omoto treballava 10 hores al dia a costa dels seus estudis i quan va demanar que abandonés el grup, un membre del personal la va amenaçar amb violència mentre Takahiro Sasaki, el cap de la seva empresa gestora, li va dir que hauria de pagar una taxa de penalització d' ¥1 million. El juny de 2018, un antic membre de Niji no Conquistador va presentar una demanda contra el director representant de Pixiv, Hiroaki Nagata, i les empreses de gestió del grup per voyeurisme i assetjament sexual durant el seu temps amb el grup, i Nagata va presentar una contrademanda per difamació. i va dimitir uns quants dies després. El 10 de febrer de 2020, el Tribunal de Districte de Tòquio va desestimar les seves demandes i li va condemnar a pagar ¥1.1 million a la dona per danys i perjudicis.

#### Prohibició de cites

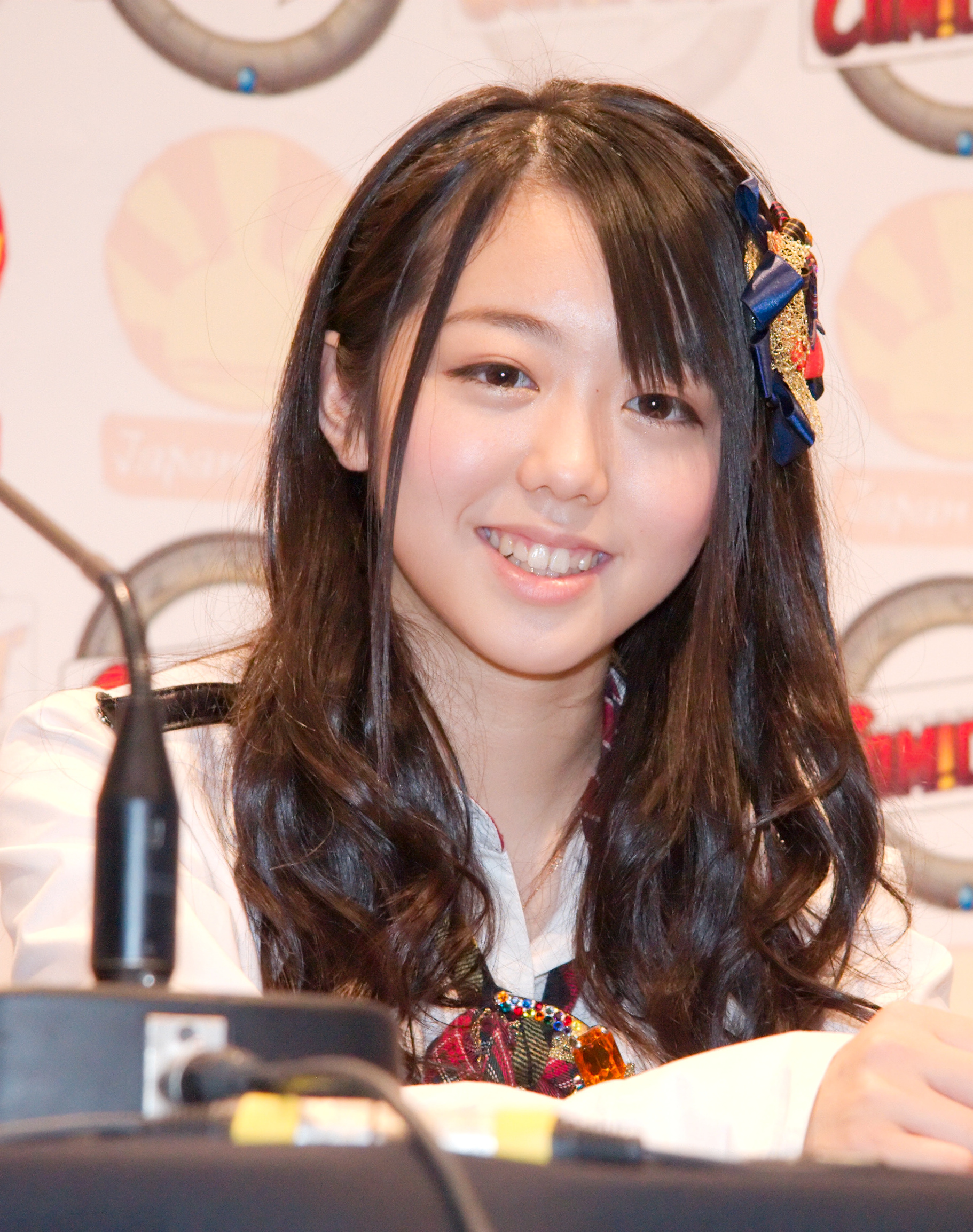
Minami Minegishi (foto del 2009) va fer notícia internacional el 2013 després que un vídeo d'ella amb el cap rapat com a penitència es fes viral. Això va seguir les notícies que suggereixen que estava en una relació, la qual cosa va provocar la seva sortida d'AKB48.

La majoria dels ídols no tenen permís per tenir relacions romàntiques o han d'obtenir permís de les seves agències per casar-se. Yasushi Akimoto, el productor d'AKB48, va comparar la prohibició de cites del grup amb prohibicions de cites similars per als equips de beisbol que competeixen al Kōshien, on les cites es veuen com una distracció per preparar-se per als tornejos. D'altra banda, els crítics han suggerit que s'implementa una prohibició de cites per vendre una fantasia d'ídols accessibles als seus fans i no estan d'acord amb ells per ser inhumans. The Japan Times va assenyalar que, a part de les agències de talent, la cultura dels fans dels ídols ha contribuït a això, especialment amb els fans masculins d'ídols femenins; Els fans masculins accepten la idea de "moe", que fetitxitza la debilitat i la submissió alhora que afirma el "control total" sobre la independència sexual de les noies.
Diversos ídols que es va confirmar que havien estat acomiadats, suspesos, degradats o obligats a abandonar els seus grups després d'informes que havien sortit o tenien relacions sexuals inclouen Mari Yaguchi, Ai Kago, Aya Hirano, Rino Sashihara, i Minami Minegishi. Minegishi, en particular, va cridar l'atenció dels mitjans internacionals després que el seu vídeo de disculpes es fes viral, causant crítiques internacionals sobre la gestió del seu grup, AKB48, així com la indústria dels ídols japonesos. Una agència de talent va presentar una demanda contra una antiga cantant ídol de 17 anys per haver acceptat una invitació a una habitació d'hotel de dos fans masculins, cosa que va provocar que el seu grup es dissolgués durant els primers 3 mesos del seu debut. El setembre de 2015, el jutge Akitomo Kojima, juntament amb el Tribunal de Districte de Tòquio, van fallar a favor de l'agència de talent i van multar la dona per pagar ¥650,000, afirmant que la prohibició de cites era necessària perquè els ídols "guanyés el suport dels fans masculins". El gener de 2016, una demanda similar presentada al Tribunal de Districte de Tòquio va donar una decisió a favor d'un antic ídol de 23 anys, amb el jutge Kazuya Hara afirmant que la prohibició de cites "restringeix significativament la llibertat de buscar la felicitat".
Atès que l'encaixada de mans i altres esdeveniments relacionats permeten que els fans estiguin molt a prop dels ídols, els crítics també creuen que comercialitzar l'accessibilitat dels ídols pot fer que els fans no puguin distingir entre la fantasia i la vida real. Les agències de talent també han estat criticades per oferir una protecció inadequada als ídols després de diversos incidents d'atacs violents a ídols femenins com l'atac de serra contra Anna Iriyama i Rina Kawaei, l'apunyalament de Mayu Tomita i l'assalt de Maho Yamaguchi.

#### Sexualització
Els ídols sovint són sexualitzats, especialment les femenines, algunes de les quals també treballen com a ídols de gravat i tenen sessions fotogràfiques en banyadors suggerents que es publiquen en revistes dirigides a adults. Amb el sistema d'ídols que mercantilitza la joventut, la indústria és criticada per posar en risc els menors, sobretot els ídols júniors, que tenen 15 anys o menys. Els llibres de fotos de vestits de bany d'ídols sovint es venen a les mateixes seccions que els títols pornogràfics. El 1999, el Japó va prohibir la producció i distribució de representacions sexualment explícites de menors, cosa que va prohibir els llibres de fotos que representessin ídols joves nus. Diversos distribuïdors d'ídols juvenils van tancar després que la possessió de pornografia infantil fos il·legal al Japó el 2014. Tanmateix, el contingut d'ídols juvenils actualment es troba en un terreny ambigu legalment a causa de les interpretacions obertes de les lleis de pornografia infantil al Japó.
L'any 2017, a través d'una enquesta realitzada pel govern japonès, 53 de les 197 dones van declarar que se'ls havia demanat participar en sessions de fotos o vídeos pornogràfics que no s'havien revelat ni inclòs prèviament en els seus contractes. 17 de les dones van declarar que hi havien participat de totes maneres.